# Iphiaulax micrarche
Iphiaulax micrarche är en stekelart som först beskrevs av Cockerell 1921.  Iphiaulax micrarche ingår i släktet Iphiaulax och familjen bracksteklar. Inga underarter finns listade i Catalogue of Life.